# Collision de l'aéroport de Los Angeles
La collision de l’aéroport de Los Angeles est une catastrophe aérienne qui a eu lieu dans la soirée du 1er février 1991, sur une piste de l'aéroport international de Los Angeles (LAX), lorsqu'un Boeing 737-300 à l’atterrissage, le vol USAir 1493, entre en collision avec un Fairchild Metroliner au roulage, le vol SkyWest Airlines 5569. Les deux appareils encastrés sont sortis de piste et ont fini leur course contre un bâtiment de l'aéroport. 
Les douze passagers et membres d'équipage du Metroliner, ainsi que vingt-trois des 89 occupants du 737 ont péri . Soixante-six personnes ont survécu.
Le Conseil national de la sécurité des transports (NTSB) a conclu que la cause probable de cet accident est une erreur du contrôle aérien de LAX. Les procédures utilisées à la tour de contrôle de cet aéroport, qui offraient une redondance inadéquate, ont entraîné une perte de conscience de la situation par le contrôleur local. La Federal Aviation Administration (FAA) n'a pas supervisé de manière adéquate les gestionnaires de la tour de contrôle. 
À la suite de cette catastrophe, le NTSB a recommandé d'utiliser des pistes différentes pour les décollages et les atterrissages à LAX.

## Contexte

### Vol USAir 1493

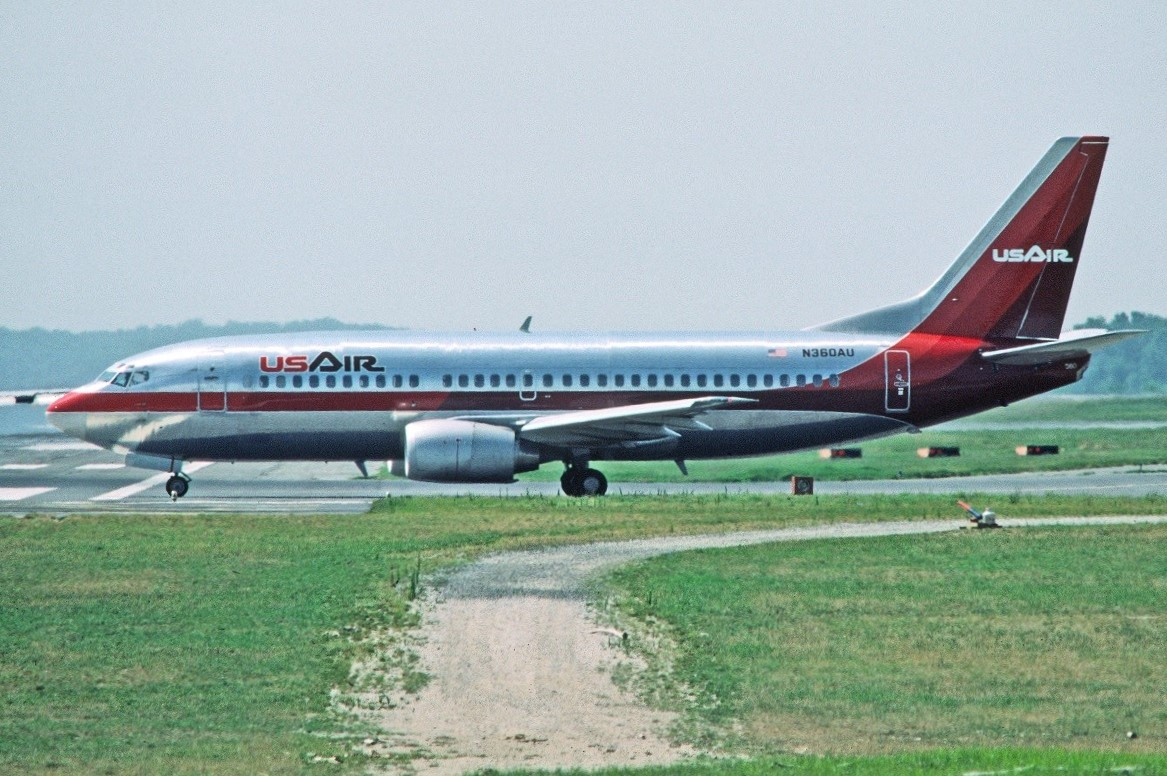
Le 737 impliqué dans l'accident, avec son ancienne immatriculation (N360AU), photographié en juillet 1986.

Le vol 1493 d'USAir, vol régulier au départ de Syracuse, dans l'État de New York, faisant plusieurs escales à Washington, Columbus et Los Angeles, avant de continuer vers San Francisco, était effectué par un Boeing 737-3B7, immatriculé N388US. 
Après le changement d'équipage à Washington, il était sous la supervision du commandant de bord Colin Franklin Shaw (48 ans), un pilote expérimenté qui comptait environ 16 300 heures de vol (dont plus de 4 300 heures en Boeing 737), assisté du copilote David T. Kelly (32 ans), qui totalisait environ 4 300 heures de vol, dont 982 heures en Boeing 737. Lors de l'approche à Los Angeles, il transporte 89 personnes à bord (83 passagers, quatre agents de bord et les deux pilotes).

### Vol SkyWest Airlines 5569
Le vol 5569 de SkyWest Airlines était assuré par un bi-turbopropulseur de type Fairchild SA227-AC Metroliner, immatriculé N683AV. Il devait décoller de Los Angeles pour sa dernière étape de vol de la journée. Il se dirigeait vers Palmdale , en Californie, avec dix passagers et deux pilotes à bord. L'avion n'était pas équipé d'enregistreur phonique (CVR), ni d'enregistreur de données de vol (FDR), car ceux-ci n'étaient pas obligatoire à l'époque.
Les deux pilotes du vol 5569 possédaient une expérience significative avec ce type d'avion. Le commandant de bord, Andrew Lucas (32 ans), totalisait environ 8 800 heures de vol (dont 2 101 en Metroliner) ; le copilote, Frank Prentice (45 ans), disposait de plus de 8 000 heures de vol (dont 1 363 heures avec Metroliner).

### Aéroport
L'aéroport international de Los Angeles (LAX) dispose de quatre pistes parallèles, les deux pistes et les voies de circulation associées au nord du terminal étant appelées le complexe nord.

### Contrôle du trafic aérien
Le contrôleur aérien (ATC) chargé des décollages et des atterrissages dans la tour de contrôle de LAX (le contrôleur local) était Robin Lee Wascher ; elle occupait ce poste depuis 1982 et avait commencé à travailler à LAX en 1989. Le contrôleur chargé du roulage des avions, qui s'occupe notamment de délivrer les différentes clairances au aéronefs présents à LAX, était Francita Vandiver, qui avait auparavant servi comme ATC dans l'US Navy. Elle travaillait à LAX depuis 1988.

## Déroulement des faits
Le vol 5569 a été autorisé par le contrôleur local, Robin Wascher, de la tour de contrôle de LAX à rouler vers la piste 24L, en passant de la porte 32 à la piste via les voies de circulation Kilo, 48, Tango et 45.
Juste avant que le vol 5569 n'atteigne la piste 24L, un avion de Wings West Airlines (en) avait atterri sur la piste 24R et attendait l'autorisation de traverser la piste 24L et de rouler jusqu'au terminal. Le contrôleur local a tenté de contacter ce vol, mais l'équipage avait changé de fréquence et n'a pas répondu, ce qui a distrait Wascher alors qu'elle tentait de rétablir les communications. Peu après 18 h 00, heure locale, alors que le vol 1493 était en approche finale vers LAX, le vol 5569 a été autorisé par le contrôleur local à se positionner et à attendre sur la piste 24L, à l'intersection de la voie de circulation 45, à environ 2 200 pieds (670 m) du seuil de la piste. Après quatre tentatives du contrôleur local, l'avion de Wings West a finalement répondu à la tour et s'est excusé d'avoir changé de fréquence. Wascher a ensuite autorisé le vol 1493 à atterrir sur la piste 24L, même si le Metroliner de SkyWest était toujours en position de décollage sur la piste.
Alors que cette activité se poursuivait, un autre avion de Wings West a appelé la tour pour signaler qu'ils étaient prêts à décoller. Wascher a demandé à cet avion sa position, et il lui a dit qu'il attendait sur une voie de circulation avant la 24L. La bande de progression de vol pour cet avion n'avait pas encore été remise au contrôleur local par le contrôleur Vandiver (une autre distraction), et Wascher a pensé à tort que cet appareil était le vol 5569, la piste était donc libre de tout appareil. Le copilote du vol 1493 s'est rappelé avoir entendu cette conversation, mais ne se souvenait pas que quelqu'un ait été autorisé à attendre sur la piste. Pendant ce temps, Wascher était occupé à gérer d'autres vols.

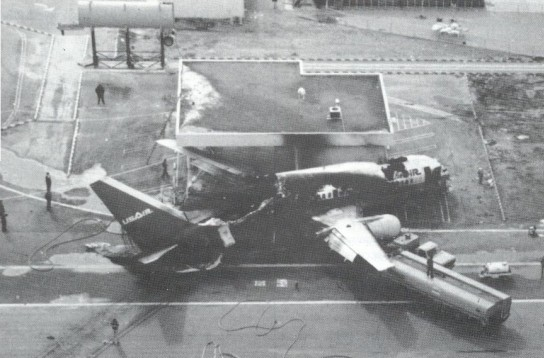
L'épave du vol 1493 après l'accident.

L'avion d'USAir s'est posé près du seuil de la piste 24L. À l'atterrissage, au moment où le nez de l'avion s'abaissait, le copilote a remarqué le Metroliner de SkyWest sur la piste et a appliqué le freinage maximal, mais il était trop tard.
Le 737 est entré en collision avec le Metroliner, l'écrasant sous son fuselage, puis a dérapé le long de la piste, avant de virer du côté gauche et de s'immobiliser de l'autre côté de la voie de circulation, contre une caserne de pompiers désaffectée, où il a finalement pris feu. De nombreux débris du Metroliner, y compris des éléments de la dérive, des ailes et du moteur droit, ont été retrouvés le long de la piste, et entre la piste et le bâtiment abandonné.
Les secouristes sont arrivés sur les lieux de l'incendie en quelques minutes et ont commencé l'évacuation du Boeing. En raison de l'intensité de l'incendie, trois des six issues de secours du 737 n'ont pu être utilisées. Aucune des sorties situées à l'avant de l'avion n'était utilisable, obligeant les passagers à utiliser les sorties situées au-dessus des ailes, dont une seule était utilisable, ce qui a retardé l'évacuation. 

Plan des sièges du vol 1493.

Les 12 personnes à bord du Metroliner ont été tuées, ainsi que 23 des 89 personnes à bord du 737. La plupart des décès survenues à bord du 737 concernent les passagers assis à l'avant de l'avion, qui ont succombé à l'asphyxie causée par la fumée, lors de l'incendie qui a suivi l'accident. En place gauche, le commandant Shaw a été tué sur le coup, lorsque le nez de l'avion s'est encastré par la gauche dans le bâtiment. Le copilote, qui était aux commandes, a sauté par la fenêtre.
La majorité des survivants sont sortis par la sortie de secours sur l'aile droite, avec les autres survivants s'échappant par la porte de service arrière (R2). La porte arrière (L2) a été brièvement ouverte au cours de l'accident, mais a été rapidement fermée en raison de la propagation du feu de ce côté de l'avion. Plusieurs autres problèmes ont ralenti l'évacuation par la porte située au-dessus de l'aile droite, notamment un passager assis dans la rangée de sortie qui n'a pas pu ouvrir la porte, une brève bagarre entre deux hommes à la sortie de l'avion et le dossier du siège côté fenêtre de sortie qui était rabattu vers l'avant, obstruant partiellement la sortie.

## Enquête
Le contrôleur locale, Robin Wascher, qui a autorisé les deux avions à utiliser la même piste, a témoigné devant le NTSB et a accepté la responsabilité de l'accident. Elle a déclaré qu'elle avait d'abord pensé que l'avion d'USAir avait été touché par l'explosion d'une bombe, avant de se rendre compte que les deux avions venaient de se percuter sur la piste. Elle a témoigné que les lumières de l'aéroport, présentes dans son champ de vision, ont rendu difficile le repérage des petits avions à l'intersection où le vol 5569 était positionné. Juste avant l'accident, elle a confondu l'avion de SkyWest avec un autre appareil, qui se trouvait sur une voie de circulation près de l'extrémité de la piste. Pour compliquer encore les choses, le radar au sol de LAX ne fonctionnait pas le jour de l'accident.
L'enquête du NTSB sur l'accident a révélé qu'à l'atterrissage, l'équipage du 737 d'USAir n'a pas pu voir le Metroliner de SkyWest, qui se confondait avec les autres lumières de l'aéroport. Le NTSB a indiqué que les procédures de LAX, qui imposaient une grande partie de la responsabilité des pistes aux contrôleurs locaux, ont directement conduit à la perte de conscience de la situation par le contrôleur local. Le NTSB a également noté que, lors de l'évaluation des performances précédente, un superviseur avait noté plusieurs lacunes chez le contrôleur local impliqué dans cet accident. Ces lacunes n'ont pas été traitées avant l'accident, et deux d'entre elles ont jouer un rôle important dans la séquence de l'accident : sa perte de conscience de la situation et une mauvaise identification de l'avion.
L'enquête du NTSB sur cette collision a révélé un système défaillant dans les installations de contrôle du trafic aérien et terrestre de LAX : le radar au sol fonctionnait par intermittence et ne fonctionnait pas au moment de l'incident ; l'angle mort, depuis la tour de contrôle, lorsque l'on regardait l'endroit où le vol 5569 attendait sur la piste ; le système permettant aux contrôleurs au sol de transmettre les bandes de progression de vol au contrôleur local ne supportait pas la charge de travail de ce dernier ; les avions sur les pistes n'étaient pas obligés d'allumer tous leurs feux extérieurs avant de rouler pour le décollage.
Au moment de l'accident, les contrôleurs aériens de LAX utilisaient les quatre pistes (les pistes 24L et 24R au nord, les pistes 25L et 25R au sud) à la fois pour les décollages et les atterrissages. L'une des recommandations du NTSB était que les pistes soient séparées, seuls les atterrissages ou les décollages ayant lieu sur une piste individuelle. Cette recommandation a été mise en œuvre, mais seulement après un autre incident, survenue le 19 août 2004, lorsqu'un Boeing 747 atterrissant sur la piste 24L est passé à seulement 200 pieds (61 m) au-dessus d'un 737 en attente sur la même piste.

## Conséquence
LAX privilégie désormais l'utilisation des pistes extérieures (24R et 25L) pour les atterrissages et des pistes intérieures (24L et 25R) pour les décollages, bien que des opérations mixtes puissent se produire dans certaines situations. De plus, une nouvelle tour de contrôle a été construite à LAX, nettement plus haute et avec un meilleur point de vue, permettant une visibilité de toutes les pistes et voies de circulation importantes de l'aéroport.
Avant cet accident, la Federal Aviation Administration (FAA) avait décidé d'obliger les compagnies aériennes à améliorer les normes d'inflammabilité des matériaux à bord de leurs avions. Cependant, le 737 d'USAir avait été construit avant la date d'entrée en vigueur de ces exigences et n'avait pas bénéficié des modifications adéquates. Il était prévu qu'il soit modernisé au cours de l'année 1992. En 2009, l'ensemble des avions opérant sur le territoire américain étaient conformes au nouvelles normes de la FAA.
Robin Wascher, qui portait la responsabilité immédiate de l'accident, a été jugée coupable d'avoir commis une erreur dans des circonstances défavorables que n'importe quel contrôleur aérien aurait pu commettre et n'a pas été poursuivie, ni licenciée.

## Médias
L'accident a fait l'objet de deux épisodes dans la série télé Air Crash nommé « Sauvés de justesse / Embouteillage au contrôle » (saison 9 - épisode 4) et « Pris au piège / Sans issue » (saison 25 - épisode 11).